# Вулиця Сєрова (Мелітополь)
Вулиця Сєрова — вулиця в місті Мелітополь, проходить від вулиці Професора Танатара до вулиці Чайковського. Повністю складається з приватної забудови.

## Назва
Вулиця названа на честь Анатолія Сєрова (1910-1939) — радянського військового льотчика-винищувача, Героя Радянського Союзу.

## Історія
Вулиця вперше згадується в документах 20 грудня 1946 року.

## Об'єкти
- Школа № 20